# Иван Башев
Иван Христов Башев е български политик от Българската комунистическа партия. Той е външен министър на България в правителствата на Тодор Живков и Станко Тодоров (1962 – 1971). Баща е на поетесата Миряна Башева.

## Биография
Иван Башев е роден на 24 февруари/11 февруари 1916 г. в София. Семейството е на месаря Христо Башев, преселник от Прилеп и Мария Башева. Завършва средно образование в Немското училище в София (1936). Учи право в Софийския университет „Св. Климент Охридски“ и се дипломира през 1943 г. През студентските си години в прокомунистическия Български общ народен студентски съюз. През 1943 г. е арестуван и прекарва известно време в лагера Еникьой.
Непосредствено след Деветосептемврийския преврат през 1944 година е сред свързаните с новото правителство общественици, които формират ръководството на новосъздадения футболен клуб „Чавдар“ – един от предшествениците на ЦСКА.
Член на БКП (1946) и на Централния комитет на Съюза на народната младеж и секретар на Световната федерация на демократичната младеж в Париж (1948 – 1951).
Главен редактор на в. „Народна младеж“ (1951 – 1952). Секретар на Централния комитет на Димитровския комунистически младежки съюз (1951 – 1956).
От 1957 до 1961 г. е служител в Министерството на просветата и културата, като достига до поста първи заместник-министър. През 1961 – 1962 г. е заместник-министър на външните работи. През 1962 г. става член на Централния комитет на БКП и министър на външните работи, като остава на тази длъжност до смъртта си.
Умира на 13 декември 1971 г. при инцидент на Витоша.